# 田嶋和也
田嶋 和也（たじま かずや、1990年9月14日- ）は、日本の陸上競技選手。短距離を専門としている。
競技スポーツ学科卒業。東邦銀行所属。

## 経歴
福島県白河市出身。白河市みさか小学校卒業の後、白河第二中学校に入学。白河第二中学校1年生のときに100mで全日本中学校陸上競技選手権大会の標準記録を突破し出場するなど早くから活躍が見られ始めた。中学2年生のとき全国大会で100メートル競走10秒90（追参）で2位入賞、更に200m22秒06で優勝する。そして400mRで2走として42秒77の日本中学新記録を樹立。そして3年生でジュニアオリンピック10秒93で優勝する。白河旭高校に進学後、全国高等学校総合体育大会では400メートルリレーで4走として3位に入賞。兵庫国体において200m21秒71で優勝した。2009年、東海大学に進学。2010年の日本選手権200mで決勝に進出するも故障の影響により22秒87の8着に終わる。2012年には短距離ブロック主将に就任。同年の日本選手権200mでは予選で20秒87と自己ベストを更新し決勝に進出、決勝でもセカンドベストの20秒94で6着となった。2013年、東邦銀行に入社。

## ベスト記録
| 種別        | 年      | タイム                        |
| ----------- | ------- | ----------------------------- |
| 100メートル | 中学1年 | 11秒26（中1歴代4位）          |
| 100メートル | 中学2年 | 11秒03(+1.5)                  |
| 100メートル | 中学3年 | 10秒93(+0.2)                  |
| 100メートル | 高校1年 | 10秒74(+0.5)                  |
| 100メートル | 高校2年 | 10秒72(+0.8)                  |
| 100メートル | 高校3年 | 10秒59(+1.7)                  |
| 100メートル | 大学1年 | 10秒48(+1.8)                  |
| 200メートル | 中学1年 | 23秒17（中1歴代4位）          |
| 200メートル | 中学2年 | 22秒06(0.0)（中2歴代3位タイ） |
| 200メートル | 中学3年 | 22秒16(+2.0)                  |
| 200メートル | 高校1年 | 21秒59(+1.6)                  |
| 200メートル | 高校2年 | 21秒65(+0.8)                  |
| 200メートル | 高校3年 | 21秒63(+0.1)                  |
| 200メートル | 大学1年 | 21秒03(+0.3)                  |
| 200メートル | 大学4年 | 20秒87(0.0)                   |
| 400メートル | 高校2年 | 49秒37                        |
| 400メートル | 高校3年 | 48秒07                        |